# Nowy Dwór (Orneta)
Nowy Dwór (deutsch Neuhof) ist ein Dorf in der polnischen Woiwodschaft Ermland-Masuren. Es gehört zur Stadt- und Landgemeinde Orneta (Wormditt) im Powiat Lidzbarski (Kreis Heilsberg).

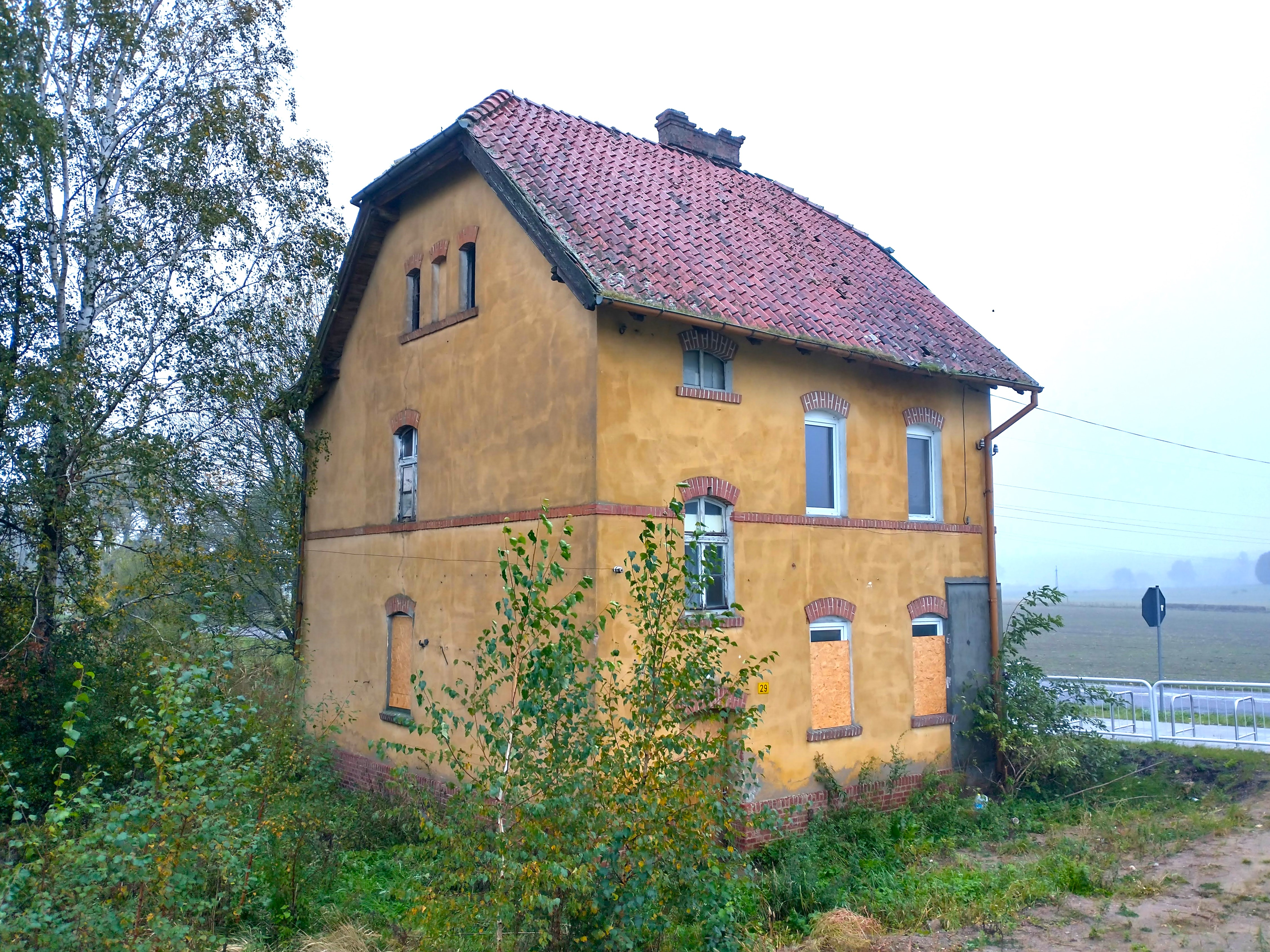
Stationsgebäude Nowy Dwór koło Ornety

## Geographische Lage
Nowy Dwór liegt im Nordwesten der Woiwodschaft Ermland-Masuren,33 Kilometer südöstlich der früheren Kreisstadt Braunsberg (polnisch Braniewo) bzw. 29 Kilometer westlich der heutigen Kreismetropole Lidzbark Warmiński (Heilsberg).

## Geschichte
Das Dorf Neuhof war von 1874 bis 1945 in den Amtsbezirk Heinrikau (polnisch Henrykowo) im ostpreußischen Kreis Braunsberg, Regierungsbezirk Königsberg, eingegliedert. Im Jahre 1910 waren in dem Dorf 237 Einwohner gemeldet, 1933 waren es schon 272 und 1933 bereits 282.
Als 1945 in Kriegsfolge das gesamte südliche Ostpreußen an Polen fiel, erhielt Neuhof die polnische Namensform „Nowy Dwór“. Heute ist das Dorf eine Ortschaft innerhalb der Gmina Orneta (Stadt- und Landgemeinde Wormditt) im Powiat Lidzbarski (Kreis Heilsberg), von 1975 bis 1998 der Woiwodschaft Elbląg, seither der Woiwodschaft Ermland-Masuren zugehörig. Im Jahre 2021 zählte Nowy Dwór 123 Einwohner.

## Religion
Neuhof war vor 1945 und Nowy Dwór ist auch heute in die römisch-katholische Pfarrei Henrykowo (Heinrikau) eingegliedert. Sie gehört zum Dekanat Orneta (Wormditt) im Erzbistum Ermland.
Evangelischerseits gehörte Neuhof bis 1945 zur Kirche Wormditt (polnisch Orneta) innerhalb der Kirchenprovinz Ostpreußen der Kirche der Altpreußischen Union. Heute ist Nowy Dwór der Diözese Masuren der Evangelisch-Augsburgischen Kirche in Polen zugeordnet.

## Verkehr

### Straße
Nowy Dwór liegt an der polnischen Woiwodschaftsstraße 507 – hier auf der Trasse der ehemaligen deutschen Reichsstraße 126 – zwischen Orneta (Wormditt) und Pieniężno (Mehlsack). Nebenstraßen von Bornity (Bornitt) bzw. von Kumasy (Leśniczówka/Försterei  Komainen) kommend enden in Nowy Dwór.

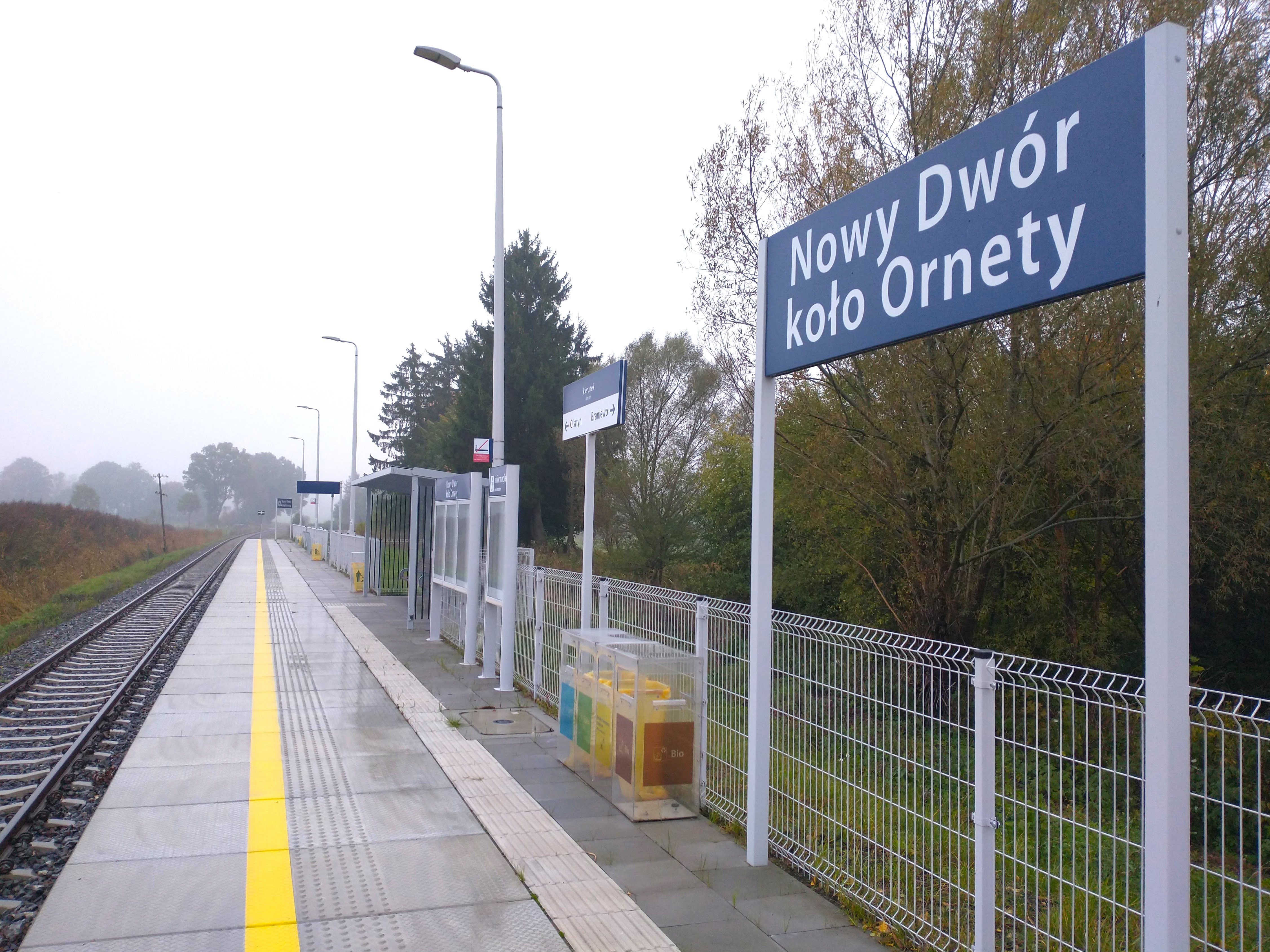
Bahnstation Nowy Dwór koło Ornety

### Schiene
Nowy Dwór ist seit 2023 Bahnstation der Polnischen Staatsbahn (PKP). Sie trägt die offizielle Bezeichnung „Nowy Dwór koło Ornety“ (= „Neuhof bei Wormditt“). Sie liegt an der PKP-Bahnstrecke 221: Olsztyn Gutkowo–Braniewo, die bis 1945 von Allenstein bis nach Königsberg (Preußen) führte.

## Persönlichkeit
- Ernst Josef Fittkau (* 22. Juli 1927 in Neuhof), deutscher Zoologe († 2012)